# Emilio Alzamora

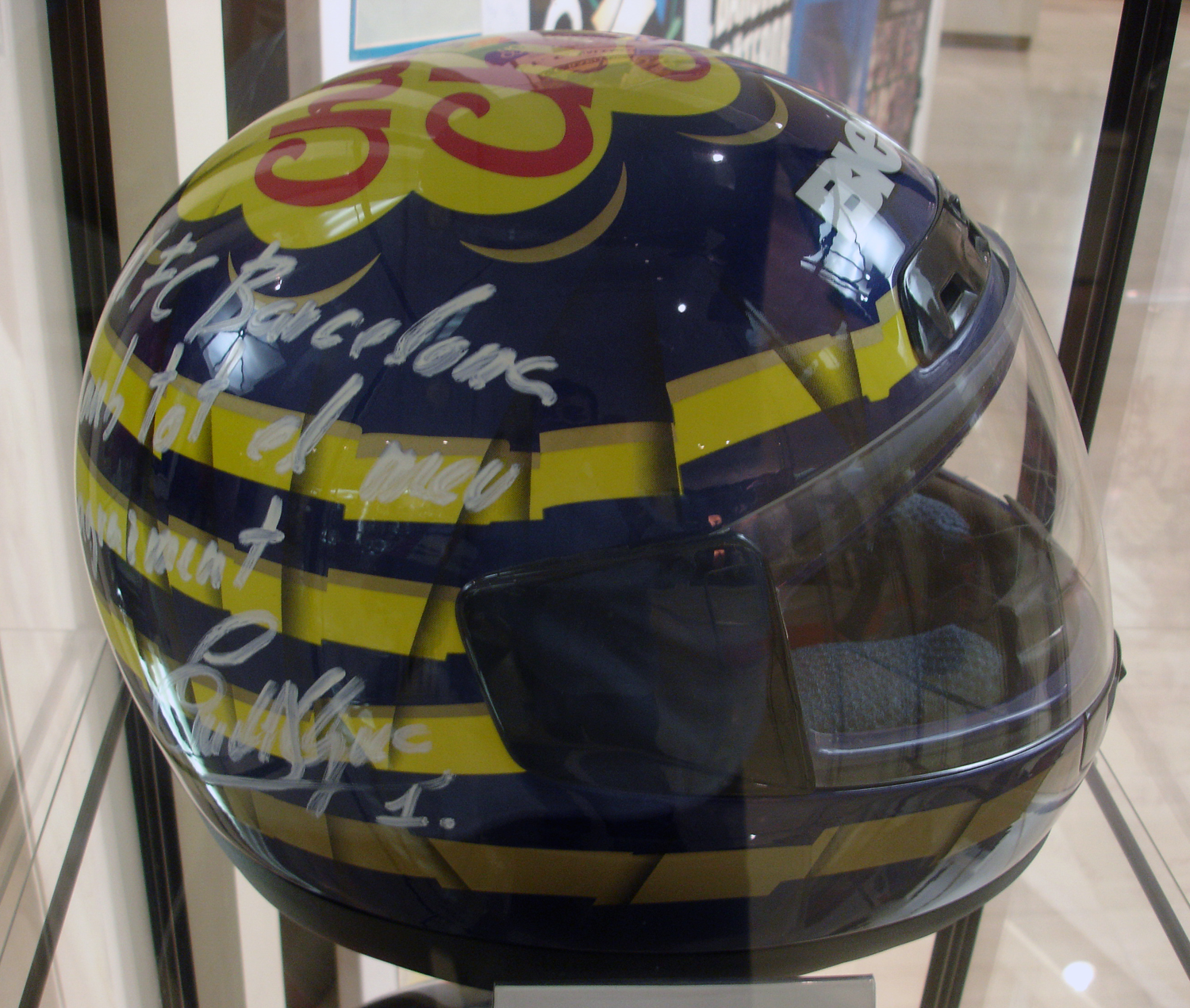
Alzamoras Helm aus der Saison 1999

Emilio Alzamora (* 22. Mai 1973 in Lleida, Katalonien, Spanien) ist ein ehemaliger spanischer Motorradrennfahrer.
Im Jahr 1999 gewann er die Weltmeisterschaft in der 125-cm³-Klasse der Motorrad-Weltmeisterschaft.

## Karriere
Emilio Alzamora debütierte in der Saison 1994 mit einer Honda des Team von Paolo Pileri in der 125-cm³-Klasse der Motorrad-Weltmeisterschaft. In seinem ersten Jahr konnte er sich mit 16 Punkten in 13 Rennen und Rang 22 im Gesamtklassement noch nicht in richtig Szene setzten.
In der Saison 1995 schaffte Alzamora den Durchbruch. Beim Grand Prix von Argentinien konnte er seinen ersten Sieg feiern, mit insgesamt vier Podestplätzen wurde er mit 129 Punkten Dritter im Gesamtklassement. Die folgende Saison schloss er mit 158 Punkten auf Rang vier ab.
1997 stieg Emilio Alzamora mit Honda in die 250-cm³-Klasse auf, kam aber über Rang 17 in der WM-Wertung nicht hinaus. Zur Saison 1998 ging er zurück in die 125er-Klasse und startete auf Aprilia. Der Spanier schaffte in diesem Jahr jedoch keinen einzigen Podestplatz belegte nur Rang 21 im Gesamtklassement.
Die Saison 1999 bestritt Alzamora wieder auf Honda. Er gewann in diesem Jahr zwar keinen Grand Prix, fuhr aber jeweils fünf zweite und fünf dritte Plätze ein, punktete in 15 von 16 Rennen und wurde mit 227 Punkten, nur einem mehr als der WM-Zweite Marco Melandri, Weltmeister in der 125er-Klasse. Alzamora wurde damit, nach Manuel Herreros 1989, der zweite Weltmeister in der Geschichte der Motorrad-WM, der im Jahr seines WM-Sieges keinen Grand-Prix-Sieg feiern konnte.
Im folgenden Jahr blieb er der 125er-Klasse treu, fuhr für Telefónica Movistar Honda, gewann zwei Rennen und wurde hinter Roberto Locatelli und Yōichi Ui Dritter in der Gesamtwertung. Die Saisons 2001 und 2002 verbrachte Emilio Alzamora wiederum auf Honda in der 250-cm³-Klasse und wurde jeweils Siebenter der Weltmeisterschaft.
In der Saison 2003, der letzten in Emilio Alzamoras WM-Karriere, fuhr er für Derbi in der 125er-Klasse. Der Spanier errang in 16 Rennen jedoch nur zwei WM-Punkte und entschied sich nach der Saison zu den Supermotos zu wechseln, im Dezember 2003 beendete er seine aktive Karriere.
Bei seinen 144 Starts in der Motorrad-WM gelangen Emilio Alzamora vier Siege, 30 Podiumsplätze, eine Pole-Position, sowie fünf Schnellste Rennrunden. Heute ist er Manager von Marc Márquez.

## Erfolge
- 1995 – Spanischer 125-cm³-Meister auf Honda
- 1999 – 125-cm³-Weltmeister auf Honda
- 4 Grand-Prix-Siege